# Triphleba aequalis
Triphleba aequalis är en tvåvingeart som beskrevs av Schmitz 1919. Triphleba aequalis ingår i släktet Triphleba och familjen puckelflugor.
Artens utbredningsområde är Alaska. Arten har ej påträffats i Sverige. Inga underarter finns listade i Catalogue of Life.